# Lodosa
Lodosa é um município da Espanha
na província e comunidade autónoma de Navarra. Tem 45,34 km² de área e em 2021 tinha 4 844 habitantes (densidade: 106,8 hab./km²).

## Demografia
| Variação demográfica do município entre 1991 e 2004 | Variação demográfica do município entre 1991 e 2004 | Variação demográfica do município entre 1991 e 2004 | Variação demográfica do município entre 1991 e 2004 |
| --------------------------------------------------- | --------------------------------------------------- | --------------------------------------------------- | --------------------------------------------------- |
| 1991                                                | 1996                                                | 2001                                                | 2004                                                |
| 4499                                                | 4607                                                | 4593                                                | 4719                                                |

## Gastronomia
O prato típico de Lodosa são os pimentos de piquillo, uma variedade de pimento não muito grande e de forma triangular, que se pode apresentar recheado.